# NGC 6053
NGC 6053 (NGC 6057) é uma galáxia elíptica (E) localizada na direcção da constelação de Hercules. Possui uma declinação de +18° 09' 53" e uma ascensão recta de 16 horas, 05 minutos e 39,5 segundos.
A galáxia NGC 6053 foi descoberta em 8 de Junho de 1886 por Lewis A. Swift.